# Снєгірьов Іван Тимофійович
Іван Тимофійович Снєгірьов (23 січня (5 лютого) 1903, Суми — 7 квітня 1956, Київ) — український письменник і драматург. Батько письменника Гелія Снєгірьова.

## Біографія
Народився 23 січня (5 лютого) 1903 року в місті Сумах. З 1922 року навчався на робітфаці в Харкові, з 1924 року — в Інституті народної освіти. В періодичній пресі опублікував повісті, п'єси, з яких декотрі поставлено в театрі.
Помер в Києві 7 квітня 1956 року. Похований на Байковому кладовищі.